# 阿久比パーキングエリア
阿久比パーキングエリア（あぐいパーキングエリア）は、愛知県知多郡阿久比町にある知多半島道路のパーキングエリア。下り線にのみ設置されている。
上り線のパーキングエリアは新設に向けてすでに工事に着手している。

## 道路
- E87 知多半島道路

## 施設
大府パーキングエリア上り線と同時に2018年7月リニューアルオープン。
- 駐車場128台
  - 普通車：95台
  - 大型車：27台
  - 身障者用：2台
  - 二輪車：4台
- トイレ
  - 男性：小7・大7（和式2・洋式5）、キッズトイレ・ベビーチェアあり
  - 女性：18（和式4・洋式14）、キッズトイレ・ベビーチェアあり
  - 多目的トイレ：2（オストメイト・ベビーチェア・ベビーシートあり）
- インフォーメーションスペース「大地の種」
  - イタリアン「チッタ デ イタリア」（10:00 - 19:00）
  - 軽食・おにぎり「笠庵 賛否両論」（7:00 - 19:00）
  - お土産・ショップ「アクアイグニス」（7:00 - 19:00）
- 自動販売機

## 隣
E87 知多半島道路
阿久比IC - 阿久比PA - 半田中央JCT/IC